# Kelvin Snoeks

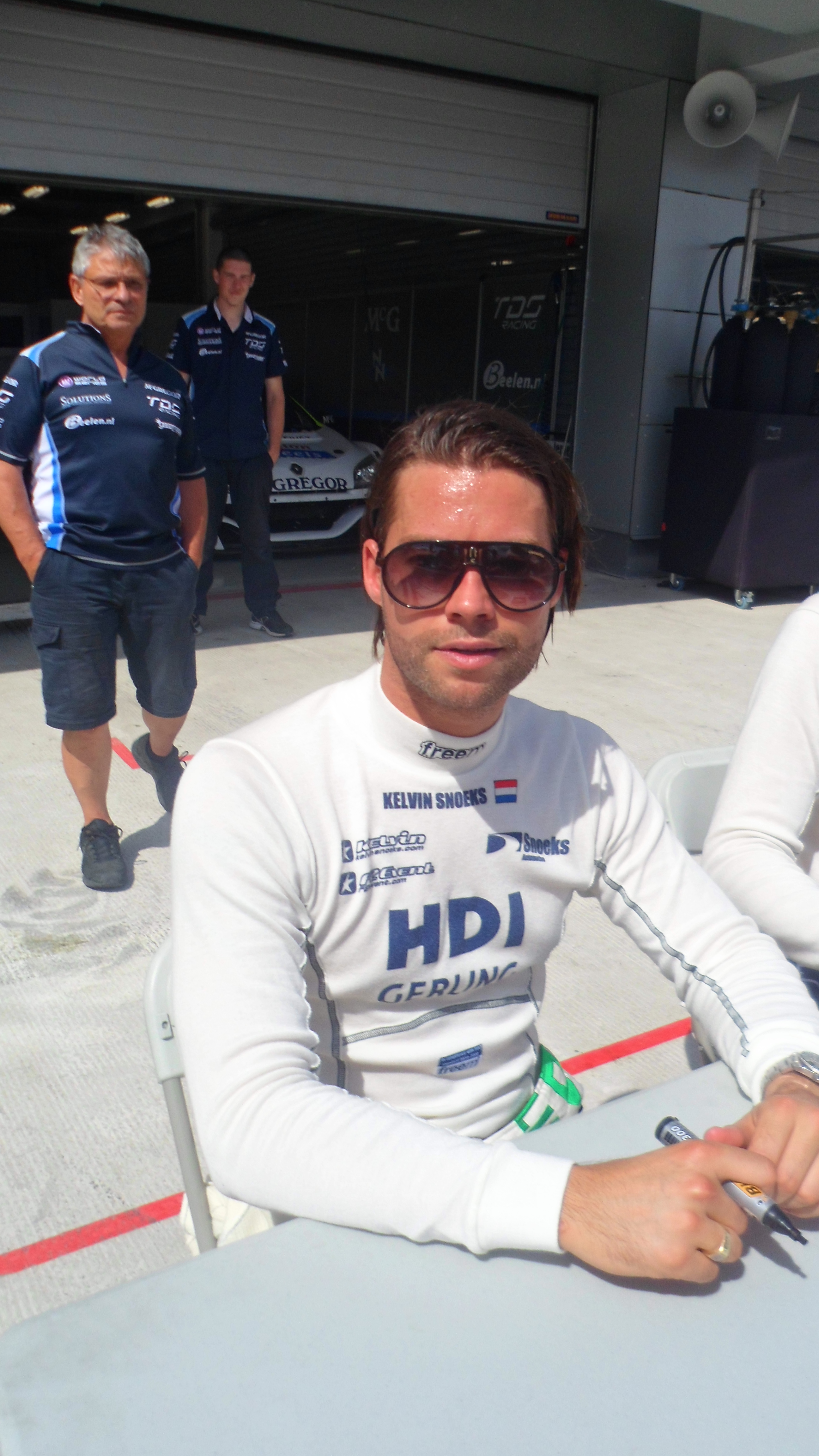
Kelvin Snoeks (2011)

Kelvin Manuel Mathijs Snoeks (* 12. September 1987 in Haarlem) ist ein niederländischer Automobilrennfahrer. Er trat 2010 und 2011 in der Formel 2 an.

## Karriere
Snoeks begann seine Motorsportkarriere 2002 im Kartsport, in dem er bis 2006 aktiv war. 2007 wechselte er in den Formelsport und wurde für AR Motorsport startend 27. in der nordeuropäischen Formel Renault. In der folgenden Saison blieb der Niederländer in dieser Meisterschaft und verbesserte sich auf den zehnten Gesamtrang. 2009 blieb Snoeks bei AR Motorsport und wechselte in die internationale Formel Master. Er startete bei jedem Rennen und konnte mit einem achten Platz als bestes Resultat keine Punkte einfahren. Am Saisonende belegte er den 20. Gesamtrang. Außerdem nahm er für AR Motorsport startend an zwei Rennen der schwedischen Formel Renault teil.
2010 wechselte Snoeks in die Formel 2, einer Meisterschaft, in der es keine Teams gibt und alle Fahrer von derselben Organisation betreut wurden. Mit einem dritten Platz als bestes Resultat belegte der Niederländer, der zu einem Rennwochenende nicht antrat, den 13. Gesamtrang. 2011 bestritt Snoeks seine zweite Saison in der Formel 2. Mit einem fünften Platz als bestes Ergebnis verbesserte er sich auf den zehnten Meisterschaftsplatz.

## Karrierestationen
| - 2002–2006: Kartsport - 2007: Nordeuropäische Formel Renault (Platz 27) - 2008: Nordeuropäische Formel Renault (Platz 10) | - 2009: Internationale Formel Master (Platz 20) - 2009: Schwedische Formel Renault (Platz 15) - 2010: Formel 2 (Platz 13) | - 2010: Nordeuropäische Formel Renault (Platz 30) - 2011: Formel 2 (Platz 10) |